# Amt Oberheidelberg
Das Amt Oberheidelberg war eine von 1803 bis 1807 und erneut von 1809 bis 1813 bestehende Verwaltungseinheit im Land Baden während der napoleonischen Zeit.

## 1803 bis 1807
Das Gebiet des Amtes erstreckte sich westlich und südlich von Heidelberg in der Oberrheinischen Tiefebene. Im Nordwesten bildete der Neckar die Grenze, auf der gegenüberliegenden Seite des Flusses begann das Amt Unterheidelberg. Der Südteil lag zwischen dem Hardtwald im Westen und der Bergstraße im Osten. Die Ortschaften des Gebiets hatten zuvor zur Kurpfalz gehört und waren dort in der zum Oberamt Heidelberg zählenden Kirchheimer Zent gelegen. In einer Kreisbeschreibung von 1804 werden die ertragreiche Landwirtschaft, der Anbau von für den Handel besonders geeigneten Früchten, der Weinbau und die Kastanienwälder an der Bergstraße sowie die Zugehörigkeit im Mittelalter zum Lobdengau hervorgehoben. Das Amt war der Landvogtei Dilsberg mit Sitz in Heidelberg unterstellt.
Zum Bereich des Amtes gehörten die folgenden Ortschaften, Einwohnerzahlen jeweils Stand 1802:
- Rohrbach mit dem Bierhelderhof und 1002 Einwohnern.
- Kirchheim mit Bruchhausen und dem Pleikartsförster Hof und 541 Einwohnern.
- Leimen mit einer größeren Tabakfabrik und 1136 Einwohnern.
- Sandhausen mit 814 Einwohnern
- St. Ilgen mit 276 Einwohnern.
- Nußloch mit fünf Mühlen und 1136 Einwohnern.
- Walldorf mit 1413 Einwohnern.
- Eppelheim mit 502 Einwohnern.
- Wieblingen mit dem Grenzhof und 644 Einwohnern.

Hinzu kam 1804 Wiesloch mit Altwiesloch vom ebenfalls Dilsberg zugehörigen Amt Wiesloch, dessen Rest als Amt Kislau der Landvogtei Michelsberg unterstellt wurde.
Mit dem General-Ausschreiben über die Eintheilung des Großherzogthums Baden in Bezirke vom 1. Juli 1807 wurde das Amt Oberheidelberg aufgelöst und mit dem Amt Unterheidelberg und dem Stabsamt Waldeck zum neuen, badischen Oberamt Heidelberg vereinigt.

## 1809 bis 1813
1809 wurde das Oberamt Heidelberg wieder in die früheren Bestandteile Ober- und Unterheidelberg aufgeteilt, letzterem wurden die Waldeck’schen Ortschaften rund um Schönau im Odenwald zugeteilt. Übergeordnete Behörde war der neu errichtete Neckarkreis mit Sitz in Mannheim.
1810 wurde das Amt Wiesloch erneut eingerichtet, dafür kam Gauangelloch zu Oberheidelberg.
1813 wurde der Raum um Heidelberg erneut umstrukturiert: Aus der Stadt und den unmittelbar benachbarten Gemeinden entstand das Stadtamt Heidelberg, aus den weiter entfernten das Landamt Heidelberg. Einige der Orte fielen dem Amt Ladenburg oder dem Amt Weinheim, Gauangelloch dem Amt Neckargemünd zu.

## Spätere Entwicklung
Sofern nicht nach Heidelberg eingemeindet lagen die Ortschaften ab 1939 im Landkreis Heidelberg, seit der Kreisreform 1973 gehören sie dem Rhein-Neckar-Kreis an.